# Жовтнева печера
Жовтнева (рос. Октябрьская) — печера в Башкортостані, Росія. Печера комплексного (горизонтально-вертикального) типу простягання. Загальна протяжність — 1523 м. Глибина печери становить 98 м. Категорія складності проходження ходів печери — 2Б. Печера відноситься до Зилімо-Аскинського підрайону Зилімо-Інзерського району Південної області Західноуральської спелеологічної провінції.